# Csiranan Phitpricsa
Csiranan Phitpricsa (จิระนันท์ พิตรปรีชา, latin betűs átírással: Čhiranan Pitpreecha, más néven Jiranan Phitpreecha; 1955. február 25. –)  thai költő. Az 1970-es évek thaiföldi diákmozgalmának jól ismert alakja. Thaiföld egyik legismertebb szerzője, aki számos írást készített thai folyóiratok és újságok számára, a költészettől, történelemtől, utazási cikkektől a társadalmi kommentárokig.

## Élete
1955. február 25-én született a Muang Trang körzetben, Trang tartományban. A Csulalongkonn Egyetem Tudományos Karának Gyógyszerészeti Karán tanult. Részt vett a demokratizálódásért indított diákmozgalomban. Az 1973-as államcsíny után úgy döntött, fegyveres harcba kezd, és több ezer thai diákkal együtt a hegyekbe menekült. Csatlakozott a Thai Kommunista Párthoz. Ekkor ismerkedett meg a férjével, Szekszan Praszuttal, két gyermekük született. 1980 októberében a kormány felszólítására – az amnesztiatörvény hatására – Uttaraditban megadta magát. Miután visszatért Thaiföldre, elvált a férjétől.
Később az USA-ban, a Cornell Egyetemen szerzett BA diplomát politikatudományból és MA történelemből. 1989-ben még diákként elnyerte a délkelet-ázsiai irodalmi díjat Az elveszett levél című alkotásáért. A műveit lefordították angol, francia, német, japán és maláj nyelvre.

## Művei
- A negyedik világ (1973)
- A nép kiáltása (1974)
- A sárga szoba és a nő (1983)

### Versgyűjtemények
- Jinba – Thai Nyelvi és Könyvszövetség díja 1981
- Az elveszett levél (ใบไม้ที่หายไป) – Délkelet-ázsiai Irodalmi Díj, 1989

## Fordítás
- Ez a szócikk részben vagy egészben  a   Chiranan Pitpreecha című angol Wikipédia-szócikk ezen változatának fordításán alapul.  Az eredeti cikk szerkesztőit annak laptörténete sorolja fel. Ez a jelzés csupán a megfogalmazás eredetét és a szerzői jogokat jelzi, nem szolgál a cikkben szereplő információk forrásmegjelöléseként.